# 交響曲第1番 (バーンスタイン)
交響曲第1番『エレミア』（Jeremiah）は、レナード・バーンスタインが1939年から1942年にかけて作曲した1作目の交響曲。終楽章のみメゾソプラノ独奏を伴う。無名時代に作曲コンクールに出され落選したが、父親サミュエルに捧げられた。
バーンスタインが自身のユダヤ系という血筋を強く意識した作品であり、終楽章の歌詞は、旧約聖書のエレミアの哀歌より取られている（原語であるヘブライ語）。また、全曲を通してヘブライ式の聖書詠唱の旋律を動機として用いている。同様の手法は第3番『カディッシュ』においてより強く打ち出されることとなる。
初演は1944年1月18日、作曲者指揮ピッツバーグ交響楽団により行われた。ニューヨーク初演は3月29日に作曲者指揮ニューヨーク・フィルハーモニックにより行われた。

## 演奏時間
約26分

## 構成
- 第1楽章「預言」：Largamente
- 第2楽章「冒涜」：Vivace con brio
- 第3楽章「哀歌」：Lento

## 楽器編成
- ピッコロ
- フルート　2
- オーボエ　2
- コーラングレ
- クラリネット
- バスクラリネット
- ファゴット　2
- コントラファゴット
- ホルン　4
- トランペット　3
- トロンボーン　3
- テューバ
- 打楽器群
  - ティンパニ
  - 小太鼓
  - 大太鼓
- ピアノ
- 弦楽5部
- 独唱メゾソプラノ